# Dave Redding
David "Dave" Redding (13 de julho de 1965) é um engenheiro automotivo britânico que exerce atualmente o cargo de gerente de equipe da Williams. Antes de sua transferência para a equipe de Grove, ele trabalhava na equipe de Fórmula 1 da McLaren, também, como diretor de equipe.

## Biografia
Originalmente treinado como um mecânico, ele se formou no Reading Technical College, com um Higher National Diploma (HND) em engenharia automotiva. Redding então se juntou às fileiras da Porsche no Reino Unido para trabalhar no departamento de transmissões da fabricante alemã. Esta posição preparou-o para ingressar na Fórmula 1, o que ele fez, em 1988, ao se juntar a Benetton Formula. Onde trabalhou no departamento de caixa de marchas da equipe. A partir desta posição, ele foi promovido à equipe de teste e a equipe de corrida, onde se tornou mecânico chefe de pilotos, como Alessandro Nannini, Martin Brundle, JJ Lehto e Nelson Piquet.
Redding foi para McLaren em 1995 como mecânico chefe do carro de Mika Häkkinen. Mas ele saiu da equipe de Woking no final da temporada de 1996 para ajudar a montar a equipe Stewart Grand Prix, como Chief Mechanic, equipe esta que ia estrear na Fórmula 1 em 1997.
Redding ficou na Stewart quando a equipe foi transformada na Jaguar Racing, antes de retornar a McLaren como engenheiro de sistemas na temporada de 2001, trabalhando posteriormente como assistente de engenheiro de corrida de David Coulthard ao lado de Philip Prew. Em 2005, a McLaren teve um terceiro carro para os treinos livres. Dave foi nomeado engenheiro chefe do carro, enquanto ele se tornava mais envolvido no lado operacional da equipe. Redding foi nomeado diretor de operações de corrida no início da temporada de 2009 antes de se tornar diretor de equipe.
Em 8 de fevereiro de 2017, foi anunciado que Dave Redding estava saindo novamente da McLaren e, que seria substituído por Paul James, ex-chefe mecânico que assumiria o cargo operacional e gerencial, enquanto o chefe de operações de corrida, Andrea Stella, assumiria algumas responsabilidades esportivas e engajamento frente à FIA. E, no mesmo dia foi confirmado que ele se juntaria a Williams como gerente de equipe ainda naquele ano para trabalhar ao lado de Steve Nielsen para garantir uma transferência sem problemas antes de assumir a responsabilidade total da equipe de corrida em 2018.